# Pitch Lake

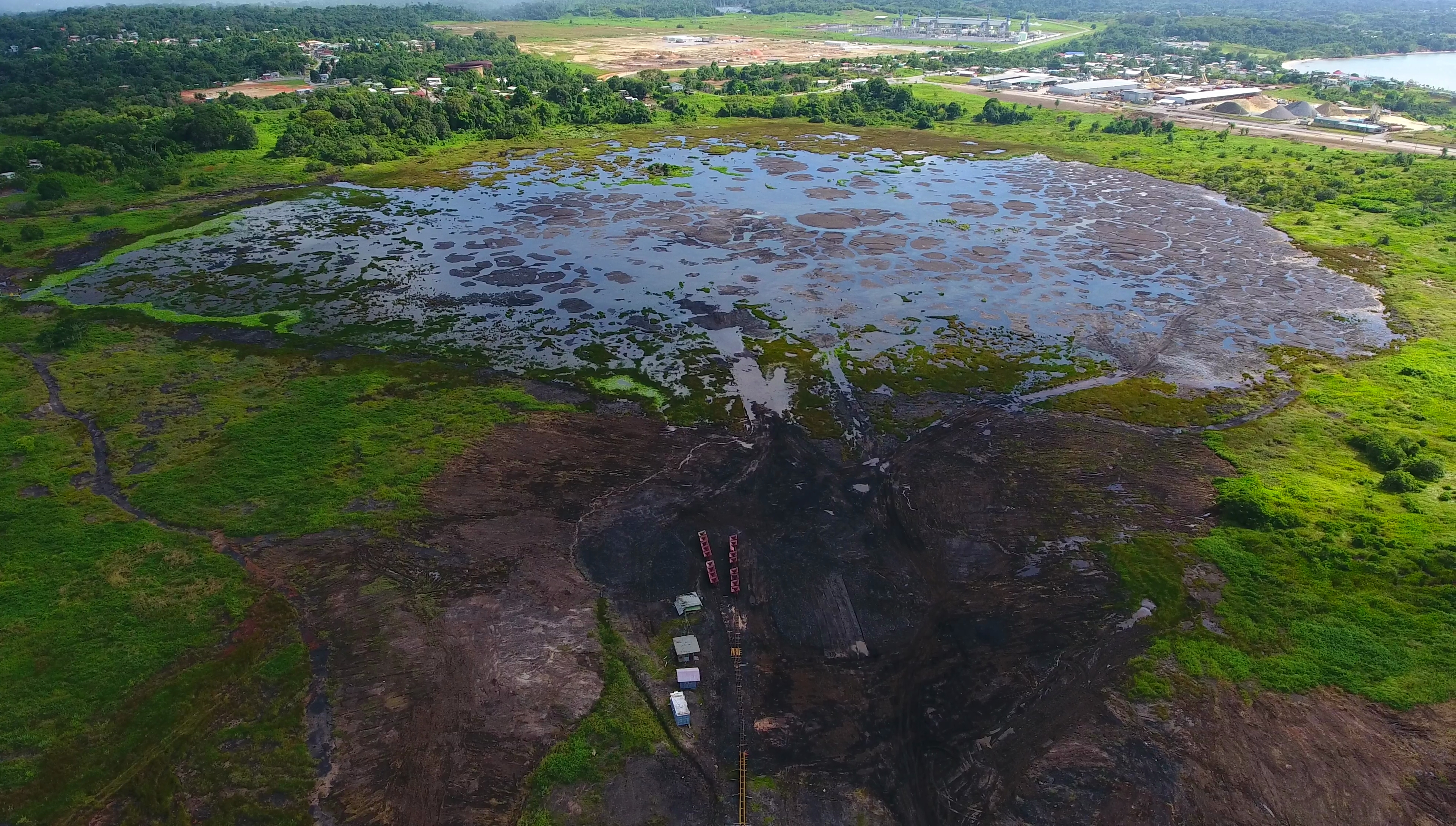

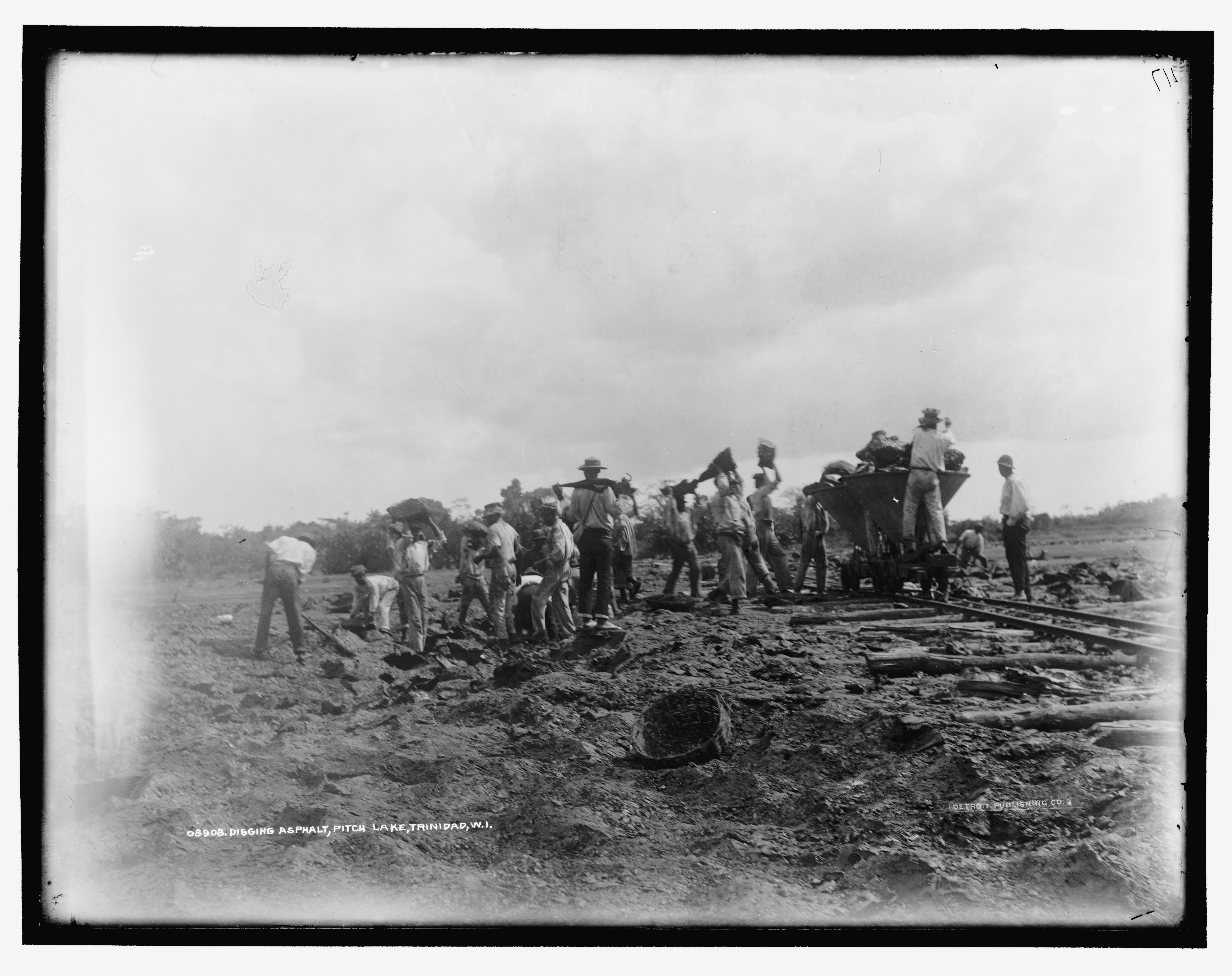
Ca. 1890

Pitch Lake je asfaltové jezero na ostrově Trinidad v Karibském moři. Má rozlohu 40 hektarů a je hluboké více než 70 metrů. Je největší světovou zásobárnou přírodního asfaltu a využívá je firma Lake Asphalt of Trinidad and Tobago. Z místního asfaltu byla vybudována silnice před Buckinghamským palácem. Jezero vzniklo v důsledku subdukce zemských desek a je tvořeno vrstvami nafty, jílu, vody a bahna. Povrch je zvrásněný a natolik pevný, že je možno po něm chodit. 
Místo popsal v roce 1595 Walter Raleigh, který využil asfalt k opravě své lodi. V roce 1989 proběhl rozsáhlý geologický průzkum. Byly zde nalezeny mj. pozůstatky pravěkého obřího lenochoda.
Podle domorodé legendy vzniklo jezero tak, že místní obyvatelé porušili zákaz lovu kolibříků a bohové jejich vesnici za trest zaplavili asfaltem.
Jezero se nachází nedaleko města La Brea v regionu Siparia na jihozápadě ostrova. Je populární turistickou atrakcí, kterou navštíví okolo dvaceti tisíc osob za rok, bylo také navrženo na zařazení mezi světové dědictví.